# نادي البطين
نادي البطين السعودي هو أحد أندية الدرجة الثالثة بمنطقة العارض في مدينة ضرما , تأسس عام 1401 هـ .

## تشكيلة الفريق الحالية
ملاحظة: تشير الأعلام إلى المنتخب بحسب قواعد الأهلية المعتمدة من قبل الفيفا؛ تنطبق بعض الاستثناءات المحدودة. وقد يحمل اللاعبون أكثر من جنسية لا تعترف بها الفيفا.
| الرقم | البلد    | المركز | اللاعب                |
| ----- | -------- | ------ | --------------------- |
| 1     | السعودية | حارس   | طلال الحماد           |
| 2     | السعودية | مدافع  | الوليد الصامل         |
| 5     | السعودية | مدافع  | ريان آل جمعان         |
| 6     | مصر      | مدافع  | أحمد صفوت             |
| 8     | اليمن    | وسط    | أحمد بالخير           |
| 9     | مصر      | مهاجم  | عمرو مرعي             |
| 10    | السعودية | مهاجم  | بندر المولد           |
| 11    | السعودية | مهاجم  | يوسف العطا الله       |
| 14    | السعودية | وسط    | حمد الحبيشي           |
| 15    | السعودية | وسط    | خالد الدوسري          |
| 18    | السعودية | مدافع  | عمر الغامدي           |
| 20    | السعودية | وسط    | جابر عسيري            |
| 22    | السعودية | حارس   | الوليد العبيد         |
| 23    | السعودية | وسط    | أحمد الجيزاني         |
| 25    | السعودية | مدافع  | ياسر الدعيدع          |
| 27    | السعودية | وسط    | نواف فقيهي            |
| 38    | السعودية | مدافع  | نواف عبد الله الدوسري |

| الرقم | البلد    | المركز | اللاعب             |
| ----- | -------- | ------ | ------------------ |
| 43    | السعودية | مدافع  | حسين النخلي        |
| --    | السعودية | حارس   | ياسر العيسى        |
| --    | السعودية | مدافع  | عيسى العيسى        |
| --    | السعودية | مدافع  | ثامر الدعجاني      |
| --    | السعودية | مدافع  | نواف العويرضي      |
| --    | السعودية | مدافع  | عبد الرحمن طاهر    |
| --    | السعودية | مدافع  | محمد البواردي      |
| --    | السعودية | مدافع  | نواف الشهراني      |
| --    | السعودية | وسط    | محمد الشهراني      |
| --    | السعودية | وسط    | نواف هندي الدوسري  |
| --    | السعودية | وسط    | ياسر سعيدان        |
| --    | السعودية | وسط    | عبد المحسن الحسين  |
| --    | السعودية | وسط    | ماجد الزهراني      |
| --    | السعودية | وسط    | عبد الله عواجي     |
| --    | السعودية | مهاجم  | عبد المحسن البلادي |
| --    | السعودية | مهاجم  | عبد الرحمن الورق   |